# Ramon Strauch i Vidal
 (janvier 2024).
Si vous disposez d'ouvrages ou d'articles de référence ou si vous connaissez des sites web de qualité traitant du thème abordé ici, merci de compléter l'article en donnant les références utiles à sa vérifiabilité et en les liant à la section « Notes et références ».
Ramon Strauch i Vidal, né le 7 octobre 1760 à Tarragone et mort le 16 avril 1823 à Vallirana, est un prélat et martyr espagnol.

## Biographie
Ramon Strauch i Vidal naît en 1760, à Tarragone, où son père, capitaine dans un régiment suisse au service d’Espagne, s’est marié. Après avoir fait à Saragosse ses premières études, il prend, en 1776, l’habit religieux chez les frères mineurs de l'Observance de l’île Majorque, où le régiment de son père se trouve en garnison, et il est chargé d’enseigner la philosophie dans son couvent, puis pourvu, à l’université de Palma, d’une chaire de philosophie, qu’il occupe vingt-cinq ans. À l’exacte observation des devoirs de son état, le P. Strauch joint un talent remarquable pour la prédication et des connaissances étendues en histoire et en mathématiques ; la plupart des langues vivantes lui sont familières : aussi les savants de l’Espagne les plus distingués cherchent à échanger avec lui. 
Lors de l’invasion de la Péninsule Ibérique par les troupes françaises, en 1808, il est nommé aumônier d’un régiment suisse et secourt avec courage les militaires sur le champ de bataille, ayant même ses habits troués de balles. Il quitte cependant l’armée et retourne à Majorque au début 1812. Il continue  ses activités religieuses, consacrant en même temps sa plume à la défense de l’Église et de la monarchie légitime, à la fois par les ouvrages qu’il traduit en espagnol ou qu’il compose et dans les journaux dont il est le principal rédacteur. Certains de ses opposants prennent appui sur l'un de ses sermons pour l'accuser d'hérésie devant le Saint-Office, et, bien que l’accusation soit plus tard reconnue comme calomnieuse, il est enfermé les prisons de l’Inquisition à Majorque du 28 juillet jusqu’au milieu du mois de décembre de la même année. Convaincu de son innocence, Strauch refuse de s’évader, est finalement acquitté, mais continue de faire face aux persécutions. 
Le retour de Ferdinand VII comme roi d'Espagne semble promettre à ce savant religieux un avenir plus tranquille. Il est appelé à la Cour et nommé évêque de Vic, en Catalogne. On lui fait entendre qu’il sera nommé à un poste plus important lorsqu'un plus grand évêché sera libre. Sacré à Barcelone par l’évêque d’Urgell, il se rend dans son diocèse, continue de mener dans son palais la vie d’un religieux et de porter l’habit de son ordre, montant souvent en chaire et faisant à pied toutes ses visites. Il s’oppose aux entreprises des novateurs contre l’autorité ecclésiastique et empêche l’introduction des livres défendus, ce qui lui amène de nouveaux ennemis. Son refus de prêter serment de fidélité à la Constitution espagnole de 1812 leur fournit un prétexte pour l'attaquer. Il déclare en effet avec fermeté qu’il ne prêtera pas serment tant que le roi ne l'aura pas fait. Ferdinand prête ensuite serment sur la constitution, et Strauch suit son exemple, mais il estime que ce serment ne l’autorise pas à contrevenir à loi divine ou aux règles de l’Église. Il refuse ainsi de publier le décret des cortès du 23 octobre 1820, qui soumet les réguliers aux ordinaires, sans l’intervention du pape. On le dénonce aussi pour avoir empêché dans son diocèse (par une décision du 13 juillet 1819) la publication d’un catéchisme constitutionnel, imprimé en catalan et qui contient plusieurs textes contraires à la doctrine de l’Église. L’évêque de Vic connaîtle danger auquel il est exposé. Des proches lui conseillent d fuir. L’évêque de Carcassonne (Arnaud-Ferdinand de La Porte) et Carrière, vicaire général de Perpignan, lui offrent l'asile mais il ne souhaite pas abandonner les gens de sa paroisse. 
Il vient de procurer à sa ville épiscopale le bienfait d’une mission prêchée par les capucins, et il continue de se livrer avec ardeur aux fonctions de son ministère, lorsqu’il est arrêté dans son palais, le 11 octobre 1822. Accusé d’être en relation avec la régence d’Urgell, il est, avec dix-neuf religieux de son ordre, emmené à la citadelle de Barcelone et isolé dans les cachots de cette prison d’État. Passant devant des juges, il est condamné à mort, fait appel de cette sentence, est innocenté par d’autres juges, mais est finalement exécuté. Sous prétexte de le conduire à Tarragone, où on lui fait espérer un acquittement définitif, après cinq mois de captivité, il est embarqué sur une tartane, le 16 avril 1823, avec un de ses subordonnés, qui ne le quitte pas. Après l'accostage à Molins de Rei, il mange avec les deux officiers qui commandent son escorte. Ils le forcent à quitter son costume religieux, et ils se remettent en marche pour continuer la route à terre. Arrivé à Vallirana, un détachement de l’escorte part en éclaireur et pense détecter une tentative de délivrer les prisonniers. Les gardes ordonnent au prélat et à son compagnon de descendre de leur chariot. Ils sont entraînés dans un chemin creux, et tués par balles. Après les avoir dévalisés, les soldats rentrent  à Barcelone. Les corps des deux victimes restent trois jours sans sépulture. Les habitants n'osent les enterrer dans le cimetière de Vallirana qu’après en avoir obtenu la permission du chef politique de la Catalogne. L’année suivante, les deux dépouilles sont transférées en procession à la Cathédrale Saint-Pierre de Vic, où des obsèques solennelles leur sont faites : l’oraison funèbre du prélat y est prononcée (le 12 février 1824) par le P. Raimond de Jésus, supérieur des trinitaires déchaussés de Vic. Cette pièce est imprimée sous le titre : Oración funebre, etc., del ill. S.D.F. Raymundo Strauch y Vidal, obispo de Vich, etc., Perpignan, 1824, in-8°.

## Œuvres
- une Carte de l’île de Majorque, faite sur les lieux. L’auteur entendait d’ailleurs le dialecte du pays, un peu différent du catalan et du valencien.
- Un Discours (pseudonyme) sur l’influence de la religion dans la carrière des armes ;
- Semanario cristiano-político de Mallorca, Palma, Guasp, 1812-1814, feuille hebdomadaire dont la collection forme cent six numéros. Il y combat les doctrines antireligieuses de divers journaux et pamphlets dont l’Espagne était alors inondée. Ses principaux collaborateurs étaient le P. Aledo, dominicain, et le P. Barthélémy Altemir, franciscain[4].
- L’Histoire du clergé de France pendant la révolution, par Augustin Barruel, traduite en espagnol. La 2e édition est augmentée de notes et pièces justificatives.
- Les Mémoires pour servir à l'histoire du jacobinisme, traduits et augmentés de notes. Il s’occupa de ce travail pendant sa détention.
- Diverses réfutations de l’Aurora patriotica Mallorquina et d’autres pamphlets révolutionnaires ;
- El fiscal fiscalizado, 1813, in-4°. C’est une réfutation, article par article, de l’acte d’accusation lancé contre lui. Il y porte un défi au promoteur fiscal d’établir quand, comment et à quelle disposition du gouvernement, lui, Strauch, s’est jamais opposé.
- Une traduction en espagnol (d’après une version[5] italienne) de la Réalité du projet de Bourg-fontaine, démontrée par l’exécution ; mais il paraît que cette traduction, autre fruit du loisir de sa prison à Mayorque, n’a pas été imprimée.